# Benoît Lutgen
Benoît Lutgen (ur. 10 marca 1970 w Bastogne) – belgijski i waloński polityk oraz samorządowiec, od 2011 do 2019 przewodniczący Centrum Demokratyczno-Humanistycznego (cdH), minister w rządzie regionalnym, poseł do Parlamentu Europejskiego IX kadencji.

## Życiorys
Odbył studia językowe w Wielkiej Brytanii, po czym pracował w koncernie Unilever. Został działaczem Partii Chrześcijańsko-Społecznej, przekształconej w 2002 w Centrum Demokratyczno-Humanistyczne. Od 1999 do 2002 był sekretarzem generalnym tego ugrupowania. W 2003 i w 2004 kierował kampaniami wyborczymi partii. W 2004 wszedł w skład regionalnego rządu Walonii jako minister rolnictwa, obszarów wiejskich, środowiska i turystyki. W 2009 powierzono mu resort robót publicznych, rolnictwa, obszarów wiejskich i leśnictwa.
W wyborach w 2010 został wybrany jako lider okręgowej listy w prowincji Luksemburg w skład Izby Reprezentantów, pozostał jednak w rządzie regionalnym. We wrześniu 2011 zastąpił Joëlle Milquet na stanowisku przewodniczącego walońskich chadeków, w grudniu tego samego roku zrezygnował z funkcji w administracji i objął mandat poselski, który utrzymał również w 2014. W 2012 został także wybrany na stanowisko burmistrza miasta Bastogne.
W styczniu 2019 zakończył pełnienie funkcji przewodniczącego cdH, zastąpił go wówczas Maxime Prévot. W tym samym roku uzyskał mandat posła do Parlamentu Europejskiego IX kadencji. W 2024 został ponownie wybrany w skład niższej izby belgijskiego parlamentu.